# (15911) Davidgauthier
(15911) Davidgauthier es un asteroide perteneciente al cinturón de asteroides, región del sistema solar que se encuentra entre las órbitas de Marte y Júpiter.
Fue descubierto el 4 de octubre de 1997 por el equipo del proyecto Spacewatch desde el observatorio Nacional de Kitt Peak.

## Designación y nombre
Designado provisionalmente como 1997 TL21, fue nombrado en honor de David Gauthier (n. 1932)  un influyente filósofo político que obtuvo un doctorado en filosofía de la Universidad de Oxford, luego fue miembro de la facultad en la Universidad de Toronto y, a partir de 1980, en la Universidad de Pittsburgh. El nombre fue sugerido por R. Jedicke y P. Jedicke.

## Características orbitales
(15911) Davidgauthier está situado a una distancia media del Sol de 2,432 ua, pudiendo alejarse hasta 2,940 ua y acercarse hasta 1,9242 ua. Su excentricidad es 0,209 y la inclinación orbital 2,137 grados. Emplea 1385,38 días en completar una órbita alrededor del Sol.
Pertenece a la familia de asteroides de (135) Hertha.

## Características físicas
La magnitud absoluta de (15911) Davidgauthier es 16,73.